# Stowarzyszenie Metropolia Bydgoska
Stowarzyszenie Metropolia Bydgoska (SMB) – bydgoska organizacja społeczna powstała w 2009 roku. Skupia ono przedstawicieli środowisk naukowych, kulturalnych i biznesowych, a także społeczników i aktywistów miejskich, związanych z Bydgoszczą i regionem.

## Organizacja
Organizacja powstała w 2009 roku. Zebrał się komitet założycielski, pod przewodnictwem Eryka Bazylczuka, późniejszego prezesa. Siedziba znajduje się w Bydgoszczy, przy ul. Wojska Polskiego 9.

### Przewodniczący Stowarzyszenia Metropolia Bydgoska
Przewodniczący stowarzyszenia wybierany jest na czteroletnią kadencję. Obecny przewodniczący został wybrany ponownie na II kadencję:
- Eryk Bazylczuk – 2010-2014[1]
- Piotr Cyprys – 2014-2018[1]
- Piotr Cyprys – 2018-2022[1]

### Wyróżnienia
W 2017 roku Stowarzyszenie Metropolia Bydgoska uhonorowano Medalem Prezydenta Miasta Bydgoszczy, za szczególne zasługi na rzecz Bydgoszczy.

## Działalność polityczna
Stowarzyszenie wystawiło własny komitet wyborczy w listopadzie 2014 roku, w wyborach samorządowych do Rady Miasta Bydgoszczy. Kandydatami na radnych miejskich byli przedstawiciele stowarzyszenia, wystawieni we wszystkich okręgach. Kandydatem na prezydenta miasta Bydgoszczy z ramienia stowarzyszenia został jego prezes – Piotr Cyprys. Do komitetu przystąpiły również inne stowarzyszenia, działające w Bydgoszczy oraz członkowie Rad Osiedli. Na KW Metropolia Bydgoska oddano 4638 głosów, a na kandydata na prezydenta 4024 głosów. Komitet KWW Metropolia Bydgoska uzyskał ostatecznie 4,78% głosów, co nie pozwoliło wprowadzić do rady miasta żadnego radnego.

## Działalność społeczna
Stowarzyszenie organizuje spotkania na rzecz budowy Metropolii Bydgoskiej, m.in. z bydgoskimi naukowcami, samorządowcami i politykami, np. w sprawach:
- rozbudowy połączeń i modernizacji Portu lotniczego Bydgoszcz-Szwederowo
- budowy drogi ekspresowej S5 w Województwie kujawsko-pomorskim,
- pomijania zachodniej części województwa przy podziale środków regionalnych,
- prób likwidacji instytucji lub urzędów w Bydgoszczy.

### Najważniejsze projekty i działania

#### Cykl spotkań “Wieczór z Bydgoszczą”
Organizacja prowadzi działalność społeczno-gospodarczą. Oprócz tego organizowane były także spotkania poświęcone dziejom miasta i estetyce architektury Bydgoszczy. W ramach pierwszego spotkania odbył się wernisaż fotografa Bogdana Dąbrowskiego, podczas którego wystąpili muzycy z Państwowego Zespołu Szkół Muzycznych im. Artura Rubinsteina w Bydgoszczy. W ramach kolejnego spotkania odbył się wykład o historii miasta (prelegent Robert Grochowski), w tym Placu Teatralnego, życia zakonników z klasztoru Karmelitów oraz bydgoszczan w średniowieczu, na podstawie dokonanych wykopalisk archeologicznych. Kolejnym wykładem historycznym była historia budowy Kanału Bydgoskiego a cykl spotkań z historią domknął wykład o dawnych technikach warzenia piwa.

#### Konkurs dla młodzieży szkolnej pt. „Od Kasztelanii Bydgoskiej do metropolii bydgoskiej”
Z okazji 670-lecia nadania praw miejskich Bydgoszczy został ogłoszony konkurs dla uczniów pt. „Od Kasztelanii Bydgoskiej do metropolii bydgoskiej”. Polegał na przedstawieniu rozwoju Bydgoszczy od 1346 roku do dziś. Nagrody wręczył prezydent Rafał Bruski, konsul honorowy Węgier Marek Pietrzak oraz prezes Stowarzyszenia Metropolia Bydgoska, Piotr Cyprys.

#### Inicjatywa Ustawodawcza o utworzeniu Uniwersytetu Medycznego im. Ludwika Rydygiera w Bydgoszczy
Stowarzyszenie jest jednym z członków Komitetu Obywatelskiego Inicjatywy Ustawodawczej o Utworzeniu Uniwersytetu Medycznego im. Ludwika Rydygiera w Bydgoszczy. Było inicjatorem zbierania podpisów pod projektem ustawy o powołaniu w Bydgoszczy uniwersytetu medycznego.
W wyznaczonym czasie udało się zebrać ponad 160 tys. podpisów, czyli ponad wymagany ustawowo próg 100 tys. podpisów. Członkowie Stowarzyszenia uczestniczyli także w Sejmie podczas pierwszego czytania projektu ustawy.

#### Podjęcie działań w sprawie podziału środków unijnych w województwie
Stowarzyszenie poruszyło temat niesprawiedliwego podziału funduszy unijnych w ramach Kujawsko-Pomorskiego Regionalnego Programu Operacyjnego. W 2010 roku Urząd Marszałkowski odmówił udostępnienia stowarzyszeniu dokumentacji dotyczącej rozdziału środków z podziałem na gmin w województwie. Zwróciło się do WSA w Toruniu o udostępnienie przez Urząd Marszałkowski wnioskowanych danych w ramach dostępu do informacji publicznej. W 2011 roku prezydent Rafał Bruski zlecił zbadanie sposobu dzielenia funduszy unijnych przez Marszałka. W wyniku przeprowadzonego audytu przez bydgoski ratusz wykazano nierówny podział środków unijnych w przeliczeniu na jednego mieszkańca Bydgoszczy i Torunia.

#### Metropolitalny Transport Szynowy
Stowarzyszenie wraz ze Stowarzyszeniem Na Rzecz Rozwoju Transportu Publicznego w Bydgoszczy przygotowało Metropolitalny plan rozwoju transportu szynowego.
Plan zakłada przywrócenie ruchu kolejowego na linii kolejowej nr 356 z Bydgoszczy do Szubina, budowę systemu Szybkiej Kolei Miejskiej oraz budowę kolejnych linii tramwajowych wraz węzłami przesiadkowymi (tramwaj-kolej). W ramach planu zaproponowano budowę 16 km nowych linii tramwajowych:
- projekt budowy trasy tramwajowej z Bielaw do ulicy Fordońskiej, w tym z odcinkiem bezkolizyjnym do Łęgnowa
- projekt budowy trasy z Ronda Kujawskiego do Ronda Bernardyńskiego oraz na Błonie
- projekt trasy z Ronda Grunwaldzkiego na Plac Poznański przez Nowy Rynek do Ronda Bernardyńskiego
- budowa bypassu z Placu Poznańskiego w kierunku ulicy Pięknej
- przedłużenie linii tramwajowej z Wilczaka do ulicy Plażowej

Planowane węzły przesiadkowe typu Park and Ride:
- Błonie
- Wilczak
- Bielawy
- Bydgoszcz Wschód (powstały w wyniku przebudowy stacji kolejowej Bydgoszcz Wschód i budowy trasy tramwajowej na Fordon)[16]
- Łęgnowo

#### Współpraca przy projekcie “Pamięć bydgoszczan” Archiwum Historii Mówionej
Organizacja była jednym z partnerów projektu „Pamięć bydgoszczan – Archiwum Historii Mówionej”. Celem było rejestrowanie, opracowywanie, udostępnianie i upowszechnianie opowieści bydgoszczan dotyczących: wyglądu miasta, ważnych wydarzeń historycznych, politycznych i artystycznych, wybitnych osobistości związanych z Bydgoszczą, opisu życia codziennego, zjawisk wielokulturowości i mniejszości narodowych. Zebrana dokumentacja jest dostępna w bibliotece Uniwersytetu Kazimierza Wielkiego w Bydgoszczy.

#### Udział w konsultacjach społecznych
Stowarzyszenie brało udział w konsultacjach społecznych o znaczeniu krajowym i regionalnym, między innymi w:
- Konsultacjach do Koncepcji Przestrzennego Zagospodarowania Kraju 2030
- Konsultacjach Ministerstwa Rozwoju Regionalnego w sprawie Obszarów Funkcjonalnych Miast wojewódzkich
- Konsultacjach do Białej Księgi Obszarów Metropolitalnych
- Konsultacjach Projektu Zintegrowanego Programu Rozwoju Transportu Publicznego dla aglomeracji bydgosko-toruńskiej ze szczególnym uwzględnieniem obszaru metropolitalnego na lata 2010–2015
- Konsultacjach dotyczących Strategii Odpowiedzialnego Rozwoju
- Konsultacjach Planu Zagospodarowania Przestrzennego Województwa Kujawsko-Pomorskiego

#### Debaty
Organizator debat w 2013 roku, w których poruszano tematy dotyczące aktywności społecznej mieszkańców, w szczególności ludzi młodych oraz rozwoju Bydgoszczy:
- “Bądźmy społeczeństwem aktywnym dla Bydgoszczy”[18]
- „Bydgoszcz. Kreujemy zmiany”[19] – wspólnie z Akademią Przyszłości

#### Konferencja Drogi Wodne
Stowarzyszenie zrealizowało konferencję – „Miejsce Bydgoszczy na transportowej mapie Polski – Drogi Wodne”. Celem konferencji było zaprezentowanie aktualnych koncepcji i projektów powiązanych z drogami wodnymi przebiegającymi przez Bydgoszcz. Głównym prelegentem był prof. Zygmunt Babiński, dziekan Wydziału Kultury Fizycznej, Zdrowia i Turystyki Uniwersytetu Kazimierza Wielkiego w Bydgoszczy, a także przewodniczący Rady ds. Promocji Żeglugi Śródlądowej przy Ministerstwie Gospodarki Morskiej i Żeglugi Śródlądowej.